# Dấu chân du mục
Dấu chân du mục là một bộ phim truyền hình được thực hiện bởi Leo Media do Đinh Thái Thụy làm biên kịch, đạo diễn. Phim phát sóng vào lúc 21h20 từ thứ 2, 3 hàng tuần bắt đầu từ ngày 8 tháng 7 năm 2014 và kết thúc vào ngày 19 tháng 11 năm 2014 trên kênh VTV3.

## Nội dung
Dấu chân du mục xoay quanh Sơn (Linh Sơn) – một gã giang hồ ở bãi đào vàng. Có thể nói, cuộc đời của Sơn là một chuỗi bi kịch. Bị thất lạc cha và anh trai, mẹ lại bị gã chủ tiệm cầm đồ vô ý giết chết nên Sơn được đưa vào chùa. Nhưng với chấn thương tâm lý quá nặng khi chứng kiến cái chết của mẹ, Sơn trở thành đứa trẻ lầm lỳ, ít nói.

## Diễn viên
- Linh Sơn trong vai Sơn[4]
- Lê Bê La trong vai Hoa[5]
- Thanh Duy trong vai Thất
- Kha Ly trong vai Thanh
- Hữu Thành trong vai Ông Mộc
- Đông Dương trong vai Cường
- David Phạm trong vai Côn
- Như Yến trong vai Lan
- Minh Anh trong vai Hải Mã
- Thu Hiền trong vai Bà Thân
- Lê Quang Thuận vai Thượng Tá Công An

Cùng một số diễn viên khác....

## Giải thưởng
| Năm  | Giải thưởng                                | Hạng mục                | (Người) đề cử | Kết quả   | Tham khảo |
| ---- | ------------------------------------------ | ----------------------- | ------------- | --------- | --------- |
| 2014 | Liên hoan Truyền hình Toàn quốc lần thứ 34 | Phim truyền hình        | —             | Giải vàng | [ 6 ]     |
| 2014 | Giải Cánh diều                             | Phim truyện truyền hình | —             | Bằng khen | [ 7 ]     |